# ボンザローネ
ボンザローネはDOCワインで、現在モンテサンピエトロ (Monte San Pietro) (ボローニャ) 市にあるボローニャのワイナリーであるテヌータボンザラ (Tenuta Bonzara) によってのみ生産されています。テヌータボンザラは、DOCおよびDOCGエリアにブドウ園を所有しています。
今日、ワイナリーの所有権は戦後最初の期間に高貴なガラニャーニ (Garagnani) 家からワイナリーを購入したランベルティーニ (Lambertini) 家に起因しています。ガラニャーニ家は1464年に近くのクレスペラーノに定住し、地元のワインの伝統を続けていました。
ワインは100％厳選されたカベルネソビニョン (Cabernet Sauvignon) ブドウで作られています。このワインは、ボロネーゼの丘とエミリアロマーニャの最高級のワインの1つです。
収穫前と収穫中の両方で、ブドウ園で慎重な選択が行われます。このため、生産量は限られており、年ごとに異なります。

## 時代背景
ボンザローネワインの名前には歴史的な由来があります。中世以来、この名前は、ブドウ栽培に専念する農地の所有者を示していました (Lucio Columella の De Re Rusticaで概説されている機能)。
その後、この名前は、ボンザラ山の隣のボロネージヒルズの特定の地域でのみ生産されたワインを示し始めました。 このエリアはサンキエルロと呼ばれています。
ウルビーノ大学言語研究所「LeoneTraverso」によって研究されたこの用語は、ラテン語のルーツ（Bonzaronis）を持ち、その語源はおそらくBON（良い）+スラブのルートZAR（<czar、volg、caesarから）= autocratに由来します、ソブリン、したがって：ボロネーゼヒルズの「グッドソブリン」。

### 技術的な特徴
種: ボロネーゼの丘のDOCカベルネソビニョン
ブドウ: 100％カベルネソビニョン
土壌の型: 粘土なのと石灰岩の接地
育種の体制: espalier and cordon trained spur-pruned
ヘクタールあたりのブドウの収量: 70キンタル
ブドウの収穫: 手動
ブドウの収穫の期間: 9月下旬から10月上旬
ワイン作り: 鋼製容器での発酵と24〜26°Cの温度で約30日間のマセレーション
マロラクティック発酵: 行われた
洗練: フランスの樽で12ヶ月.その後、18ヶ月間のボトル
アルコール含有量: 14,5%

### 感覚野のデータシート
色：激しい深いガーネットレッド。
香水: 複雑で活気があります。草本とコショウの提案で森の香りを思い出す。まだ土っぽいノート、ルバーブ、プラム、ユーカリ、杉、タバコ、チェリーのアルコール。
味：フルでドライ、調和がとれていて、当然タンニックで、赤い果物と甘草のヒントがあります。
提供されたときのワインの温度: 18-20 °C
伴奏: 手の込んだ最初のコース、赤い肉、熟成したチーズ。

## 栄誉と賞
94/100 WINE SPECTATOR 2001-THREE GLASSES GAMBERO ROSSO 1996-1997 -2005、INTERNATIONAL WINE CHALLENGE 2005、INTERNATIONAL WINE＆SPIRIT COMPETITION、BRONZE AWARD 2004、FIVE BUNCHES DUEMILAVINI AIS 1996、80 / 100 LUCA MARONI YEARBOOK OF THE BEST ITALIAN WINES 1996 -1997、86 / 100 LUCA MARONI YEARBOOK OF THE BEST ITALIAN WINES 2005、87 / 100 LUCA MARONI YEARBOOK OF THE BEST ITALIAN WINES 2013、5th INTERNATIONAL ENOLOGICAL COMPETITION THE SELECTION OF THE MAYOR 2006、SILVER MEDAL 2004、AIS EMILIA ROMAGNA TO DRINK AND 2012年、2009年の卓越性の言及、4本のネジ-ガイドVITAE AIS ITALIA2021。

## ギャラリー

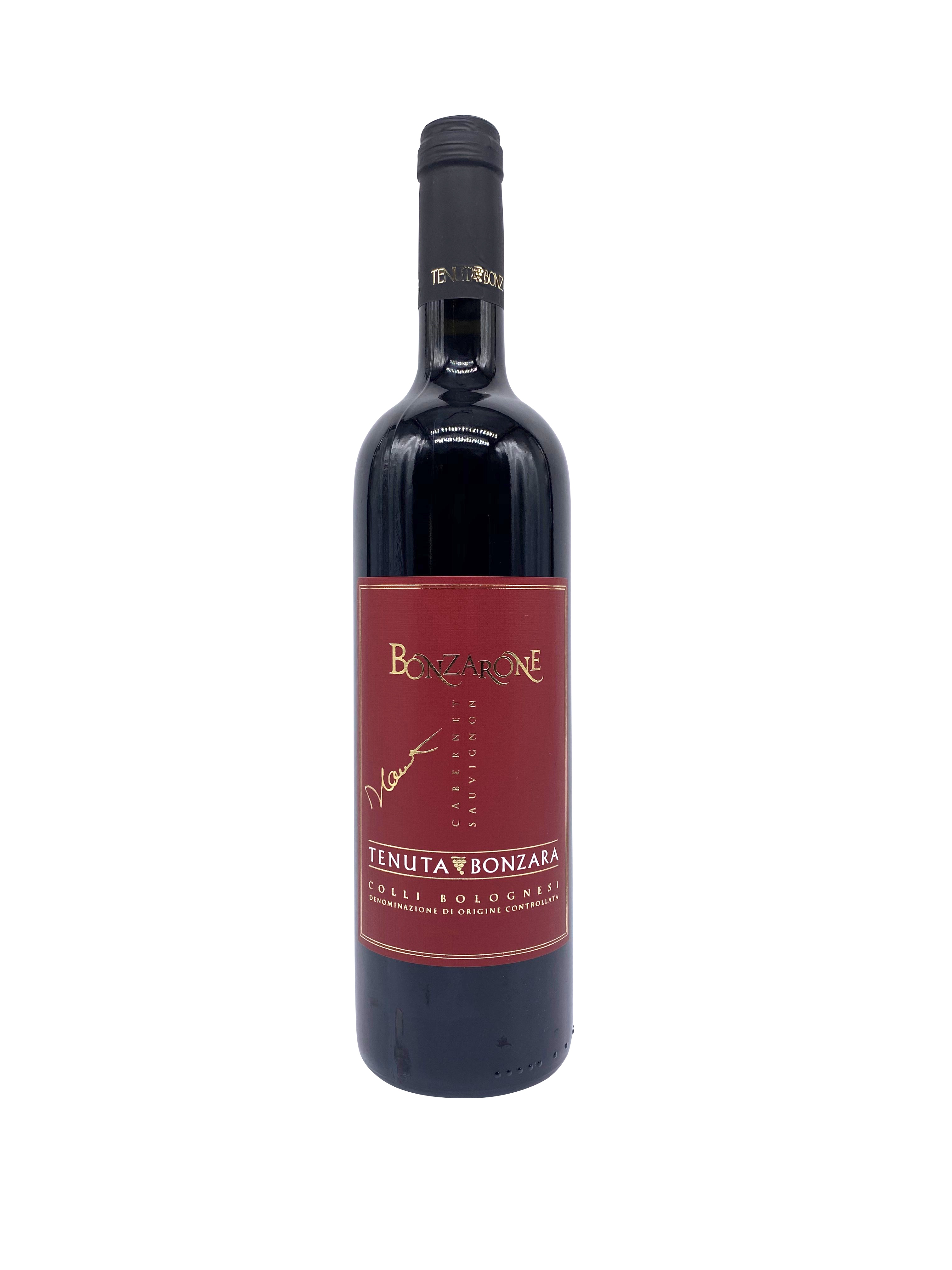
ボンザロンDOC-100 ％Cabernet Sauvignon-Colli Bolognesi
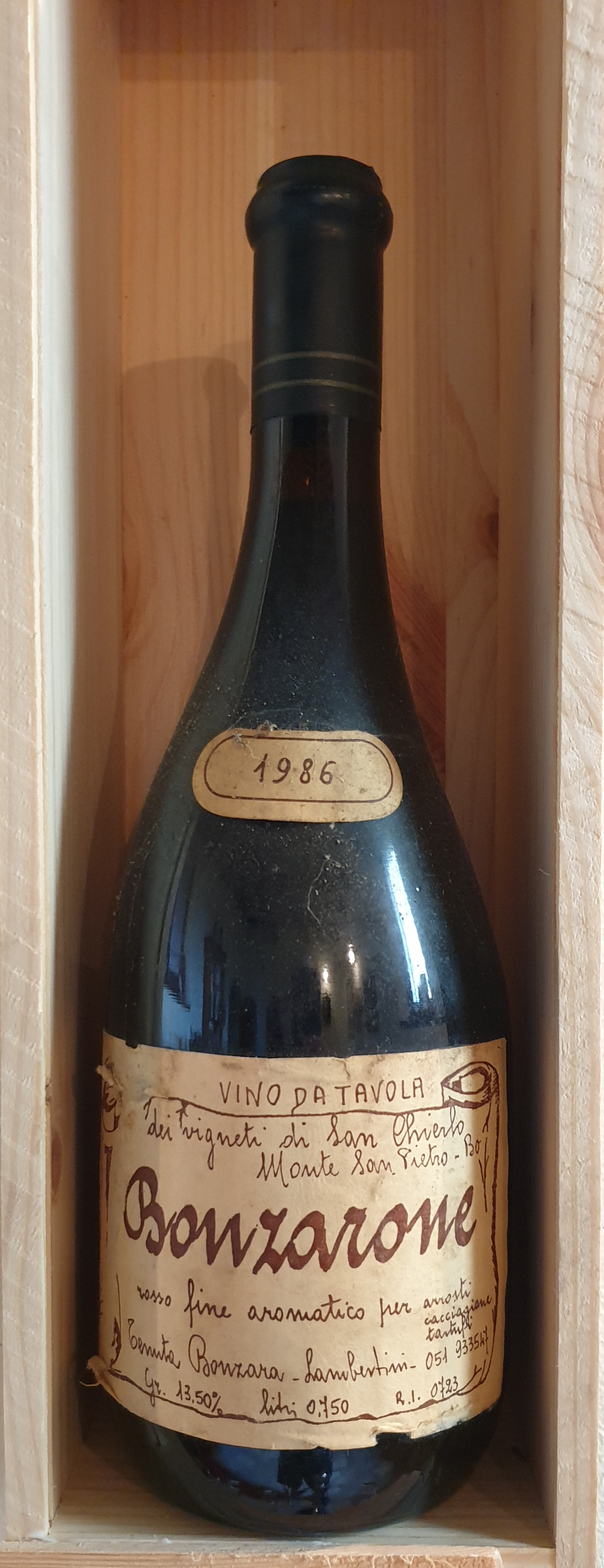
1986年の歴史的なレーベル
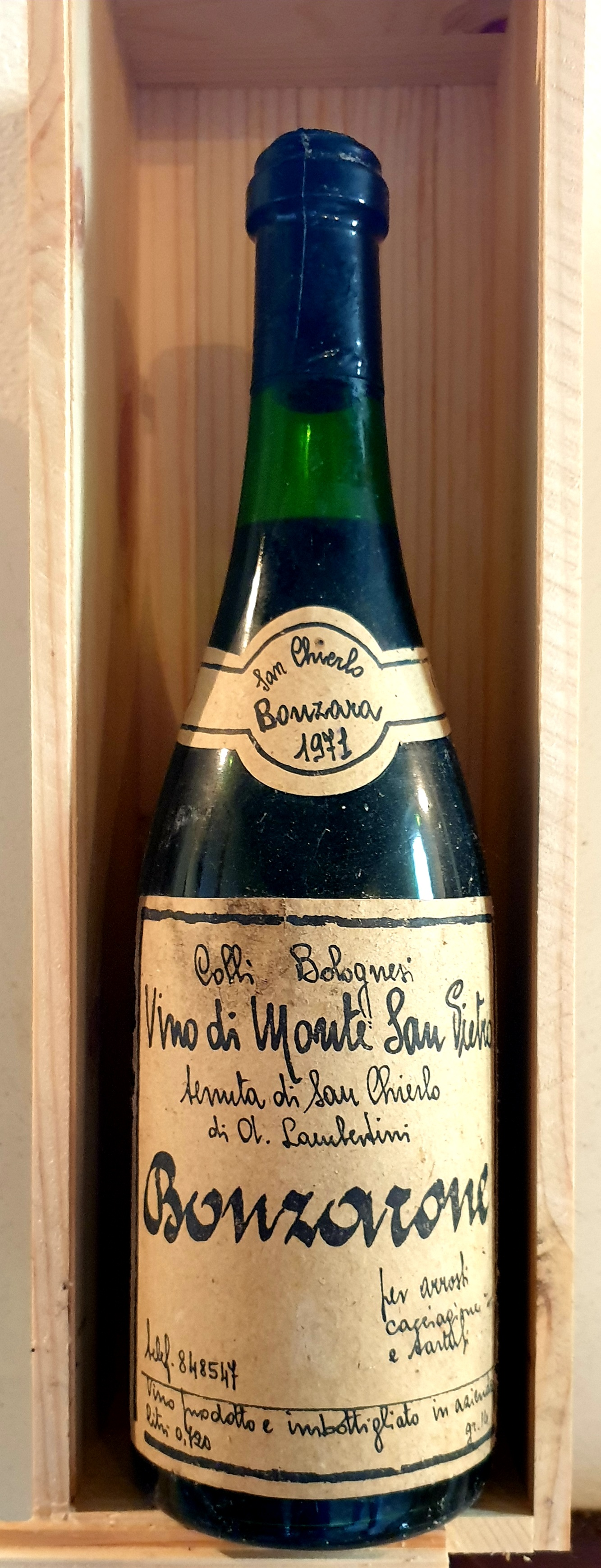
歴史的なレーベル1971年
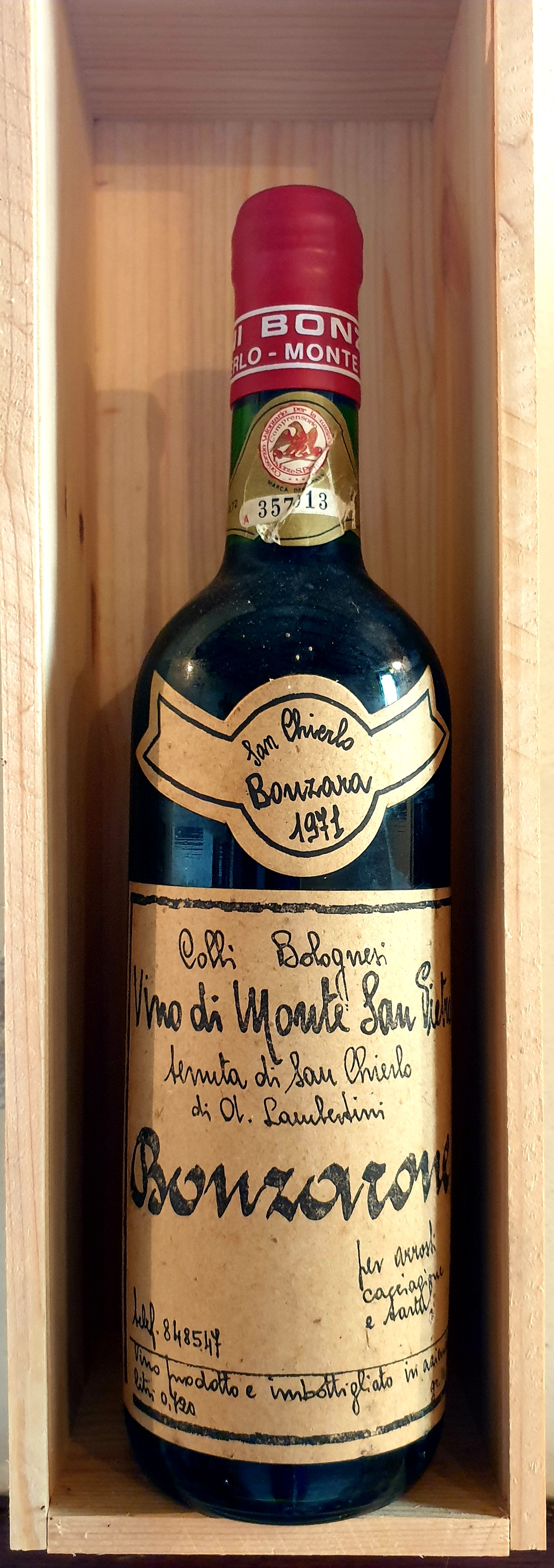
歴史的なレーベル1971年